# Chiesa di San Domenico (Urbino)
La chiesa di San Domenico è un edificio religioso di Urbino, sede della parrocchia universitaria. È ubicata all'inizio della via omonima, quasi di fronte all'ingresso del Palazzo Ducale. La chiesa si sviluppa sull'asse est-ovest.

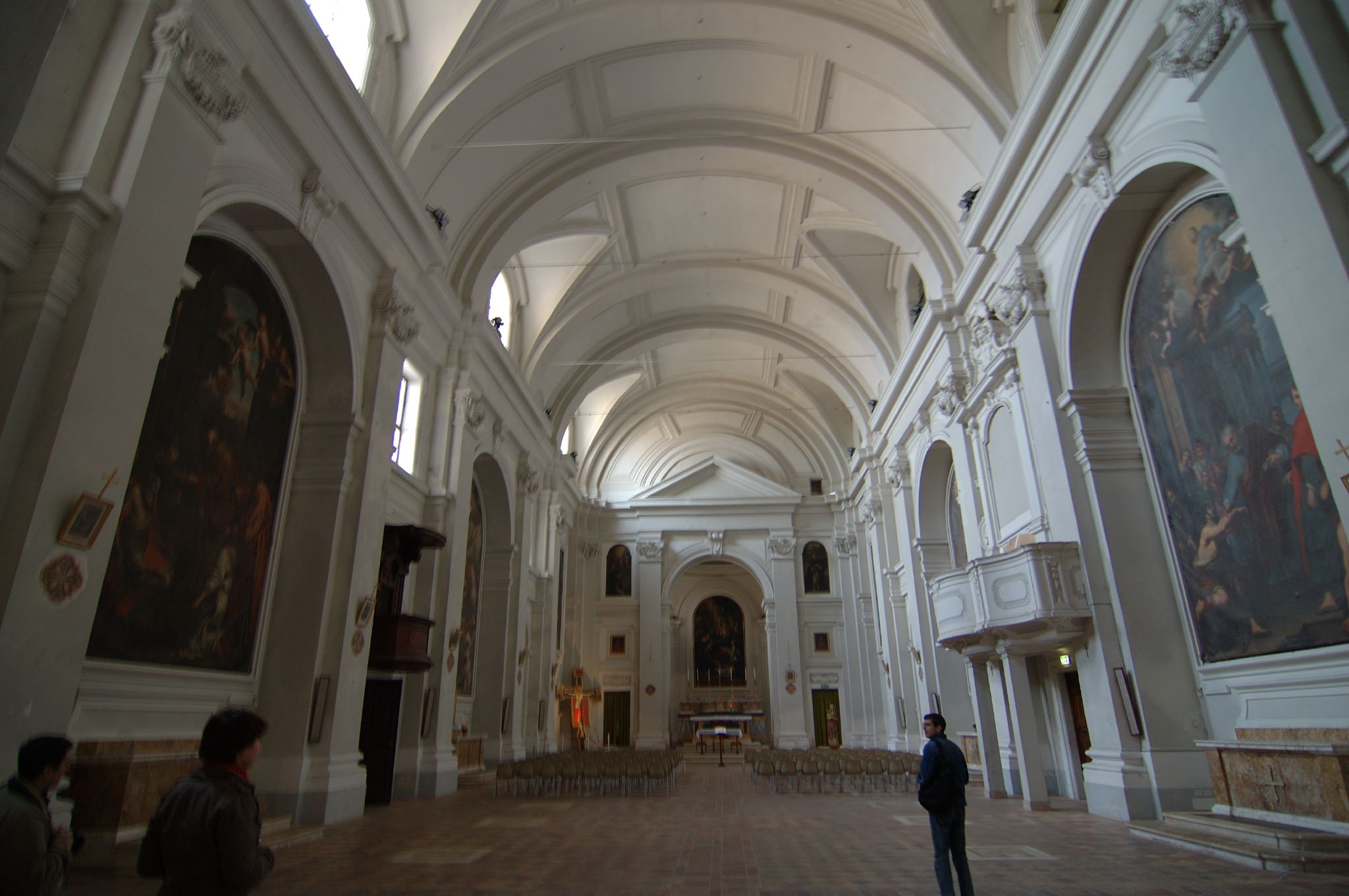
L'interno della chiesa

## Storia
La presenza in città dei domenicani risale alla fine del XIII secolo, quando risiedevano nella piccola chiesa di Santa Maria dell'Umiltà, già nell'area dell'odierna chiesa e di cui sopravvive una cappella a ridosso dell'abside.
Verso la metà del XIV secolo, il vescovo Francesco Brancaleoni donò ai Padri domenicani il terreno adiacente alla loro chiesa, sul quale vi costruirono l'odierna chiesa ed il convento. La chiesa fu consacrata nel 1365.
Agli inizi del XVIII secolo, il Papa urbinate Clemente XI concesse una consistente donazione per il risanamento della copertura, che all'epoca risultava pericolante. Ma lavori più ampi di ristrutturazione furono avviati tra il 1729 ed il '32, sotto il pontificato di Benedetto XIII e con le sovvenzioni del cardinal Annibale Albani (come ricorda l'epigrafe all'interno della chiesa, sopra l'ingresso). La ristrutturazione interna fu curata dall'architetto Filippo Barigioni, che conferì alla chiesa l'attuale conformazione, con una lunghezza di 52,20 metri, una larghezza di 15,75 mt. ed un'altezza di 30,60 mt.
Il convento fu soppresso da Papa Pio IX, verso la metà del XIX secolo, e conseguentemente furono avviati i lavori di demolizione dell'edificio conventuale, oltre ad altri edifici vicini, per erigervi ex novo l'edificio del seminario diocesano, che vi fu trasferito dall'originaria sede adiacente alla chiesa di San Sergio. La chiesa divenne così parte del seminario, fino alla chiusura di quest'ultimo, nella seconda metà del XX secolo; a cui seguì anche la dismissione della chiesa, che fu adibita per ospitare manifestazioni culturali (spettacoli, concerti e mostre).
Tornò ad essere officiata, dopo il sisma del 1997 fino al 2002, quando svolse le funzioni di procattedrale, durante la chiusura della cattedrale cittadina, per consentire lo svolgimento dei lavori di risanamento delle lesioni provocate dal terremoto; come successe anche in passato, tra il 1789 (il sisma che causò il crollo della cupola della cattedrale) ed il 1801, e più recentemente, dopo il sisma del 2016 fino al 28 novembre 2020.

## Descrizione

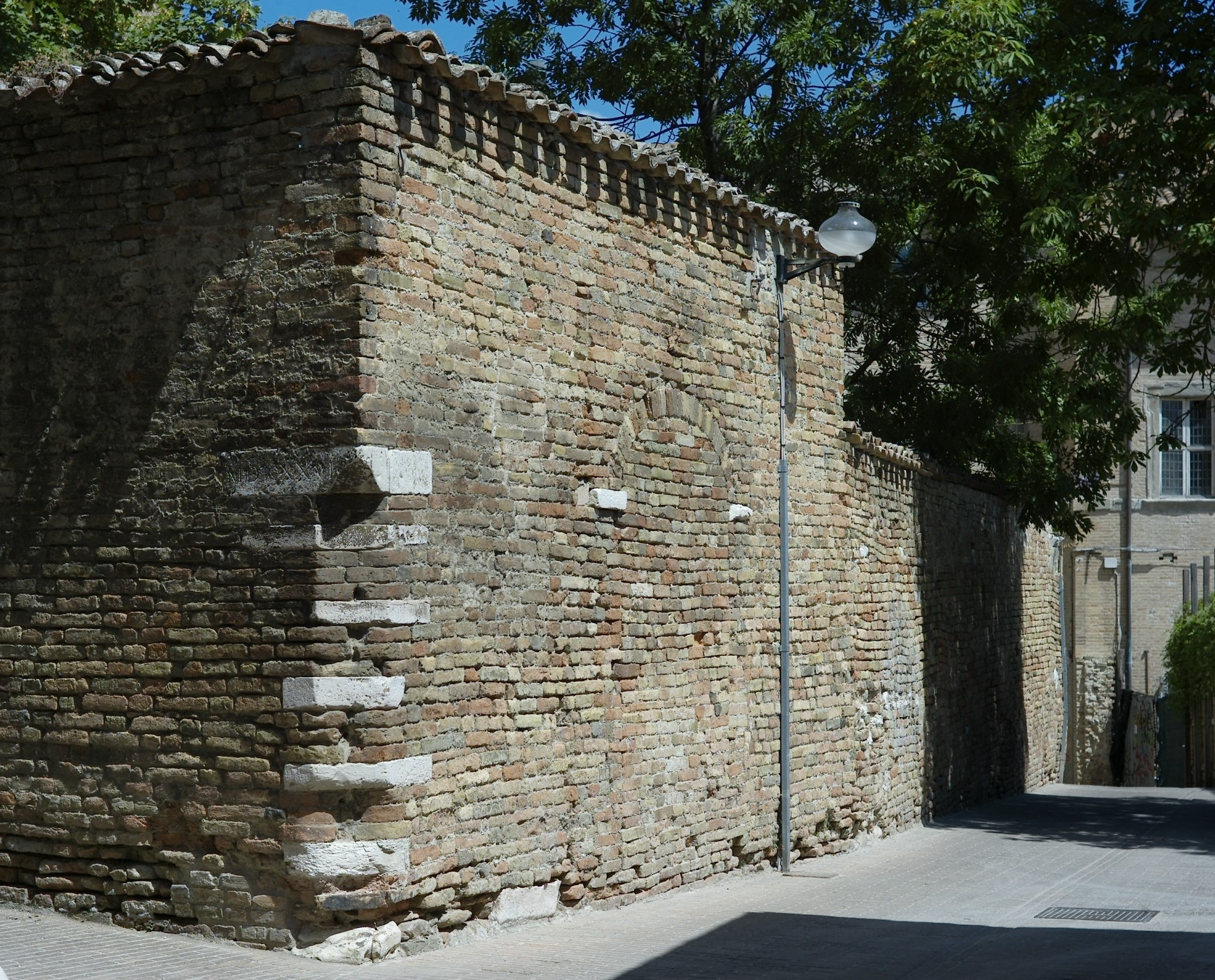
L'antico muro di cinta dell'orto conventuale

### Esterno
La facciata è realizzata in laterizio ed è caratterizzata dalla presenza di una doppia scalinata che va a convergere verso il protiro quattrocentesco, realizzato in travertino tra il 1449 e il 1451 da Maso di Bartolomeo: prima impresa rinascimentale a Urbino. L'opera venne poi completata da Michele di Giovanni da Fiesole nel 1454.
La lunetta è opera di Luca della Robbia, con il gruppo raffigurante una Madonna con Bambino e Santi Domenico, Tommaso d'Aquino, Alberto Magno e Pietro Martire in terracotta invetriata (datata 1451; quella attuale è una perfetta copia, l'originale si conserva presso la Galleria Nazionale delle Marche).
Sulle facciate esterne permangono le tracce della struttura gotica, come si evince dall'oculo, ornato con motivi vegetali, dal fregio ad archetti ogivali ciechi, delimitante l'estremità superiori delle facciate, il portale ogivale in pietra tamponato sulla facciata laterale ed i finestroni trilobati (alcuni tamponati), visibili sulla facciata esterna delle absidi verso piazza P. Gherardi. In seguito alla ristrutturazione settecentesca furono aperte due finestre ai lati del portale, compromettendo i due arcosoli, e fu rifatta la scala d'accesso, a doppia rampa con gli stemmi degli Albani.

### Interno
L'interno è ad aula unica rettangolare, coperta da una volta a lunette, poggiante su una trabeazione, sostenuta da una serie di paraste ioniche sulle pareti interne.
Tra il 1950 ed il 1960 furono scoperti i frammenti di due cicli pittorici affrescati; una parte nell'abside, attribuiti ad Antonius Magister e risalenti al XIV secolo, raffiguranti un'Incoronazione della Vergine tra angeli, un Giudizio Universale, alcuni Angeli musicanti, due Evangelisti ed un Dottore della Chiesa; poi staccati e spostati nelle collezioni della Galleria Nazionale delle Marche. Invece un'altra parte di frammenti affrescati furono rinvenuti nell'antica cappella a sinistra dell'abside; risalenti agli anni trenta del XV secolo ed attribuiti ad Antonio Alberti da Ferrara, raffiguranti Il ritrovamento e l'esaltazione della Croce, Santa Barbara, Santa Margherita, La Giustizia, La Maldicenza, alcune Storie di San Tommaso apostolo e alcune storie di Santa Caterina d'Alessandria, poi staccati e trasferiti nelle collezioni del Museo diocesano Albani. Nelle due antiche cappelle a lato dell'abside vi è rimasta la copertura con volta a crociera a sesto acuto dell'originario impianto medievale.

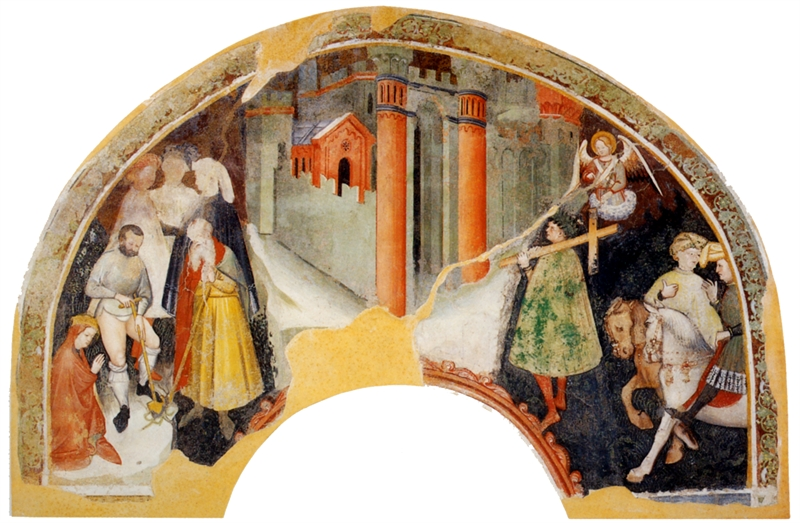
Il ritrovamento e l'esaltazione della Croce di Antonio Alberti
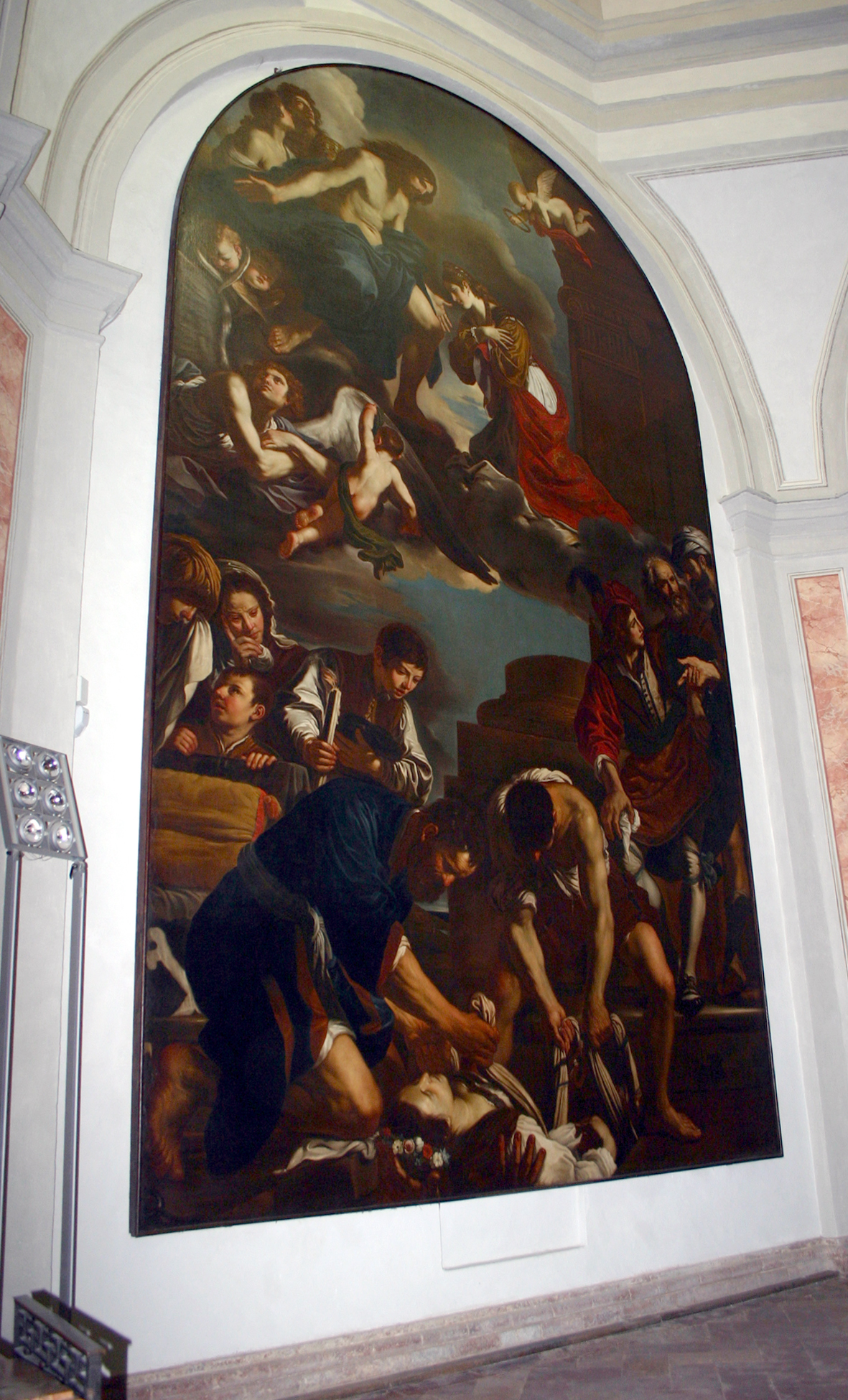
Gloria di Santa Petronilla, copia dal Guercino
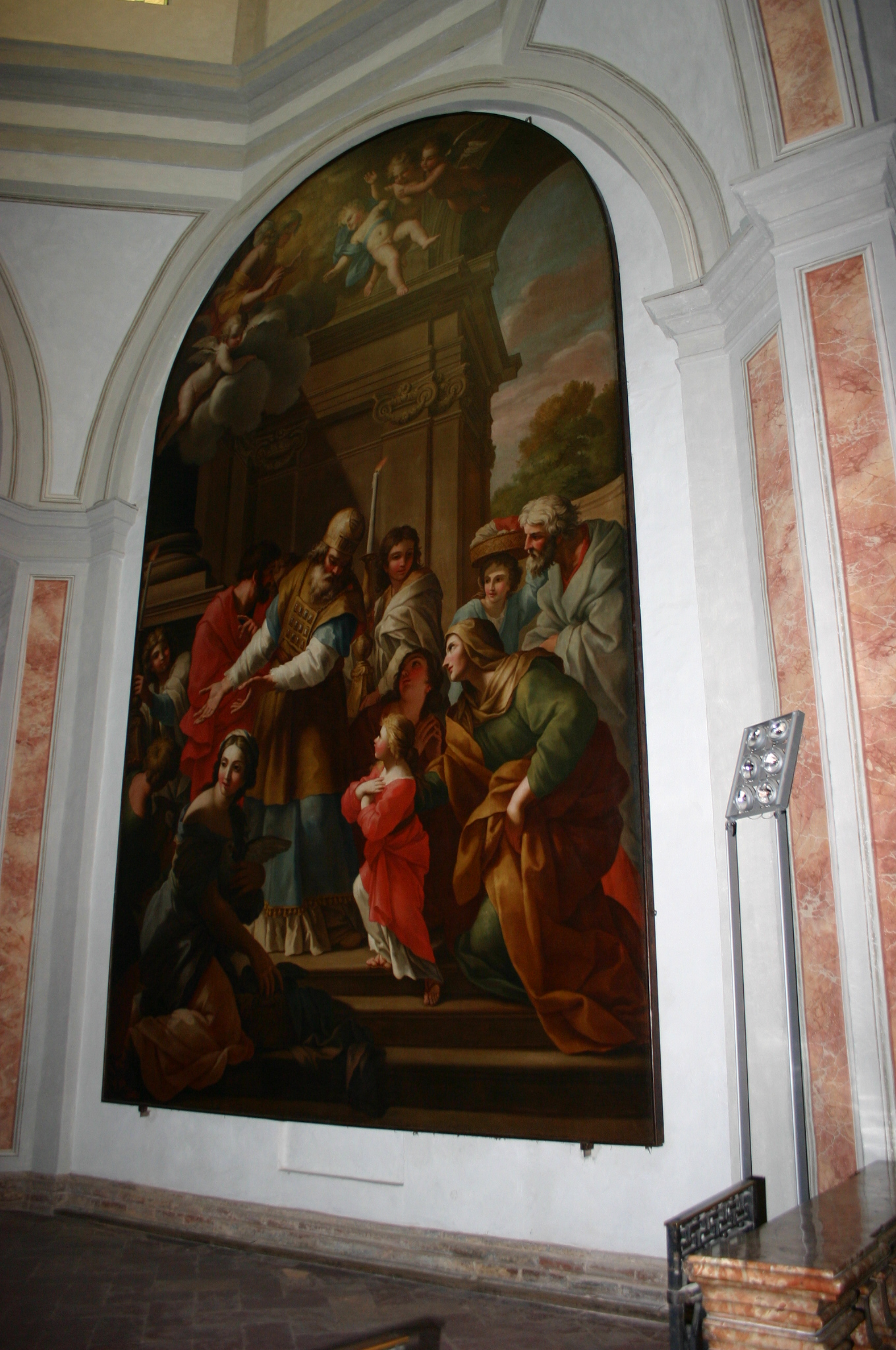
Presentazione di Maria al tempio, copia dal Romanelli

Tra i dipinti ivi conservati, vi è, sull'altare maggiore, una tela con la Madonna del Rosario con i Santi Domenico e Caterina, copia dell'opera di Sebastiano Conca, realizzata dal fratello Giovanni. Ai lati del presbiterio vi sono due Angeli di Francesco Vanni. Mentre le grandi tele sugli altari laterali sono tratte dai cartoni usati per i mosaici della Basilica di San Pietro in Vaticano, copie di celebri opere barocche, ovvero, sul primo altare a destra, vi è la tela con San Pietro che risana lo storpio del Cigoli, realizzata da Giovan Domenico Campiglia tra il 1718 ed il '19; sull'altare di fronte vi è la Comunione di San Girolamo del Domenichino, realizzata da Luigi Vanvitelli tra il 1728 ed il '29; sul secondo altare a destra vi è la Crocifissione di San Pietro del Passignano, realizzata da Giuseppe Nicola Nasini tra il 1718 ed il '19, ed infine sull'altare di fronte a quest'ultimo vi è il Martirio di San Sebastiano del Domenichino, realizzato dal Campiglia tra il 1725 ed il '26. Quest'ultime, assieme alla pala dell'altar maggiore, furono sistemate nella chiesa, dopo la ristrutturazione settecentesca, come dono del cardinal Annibale Albani. Altre copie, una tratta dalla Gloria di Santa Petronilla del Guercino, realizzata da Sebastiano Conca tra il 1725 ed il '26, una dalla Navicella del Lanfranco, realizzata da Niccolò Ricciolini, due realizzate da Luigi Vanvitelli, una dalla Predica di San Girolamo del Muziano e un'altra dalla Presentazione di Maria al tempio del Romanelli, oltre ad un'altra tratta dalla Circoncisione di Cristo del Barocci (copia attribuita a Gian Ortensio Bertuzzi), furono trafugate dai francesi alla fine del XVIII secolo e finirono a Milano nelle chiese di San Marco (Gloria di Santa Petronilla e Presentazione al tempio) e San Sebastiano (Circoncisione di Cristo da Barocci).

## Cappella della Madonna dell'Umiltà

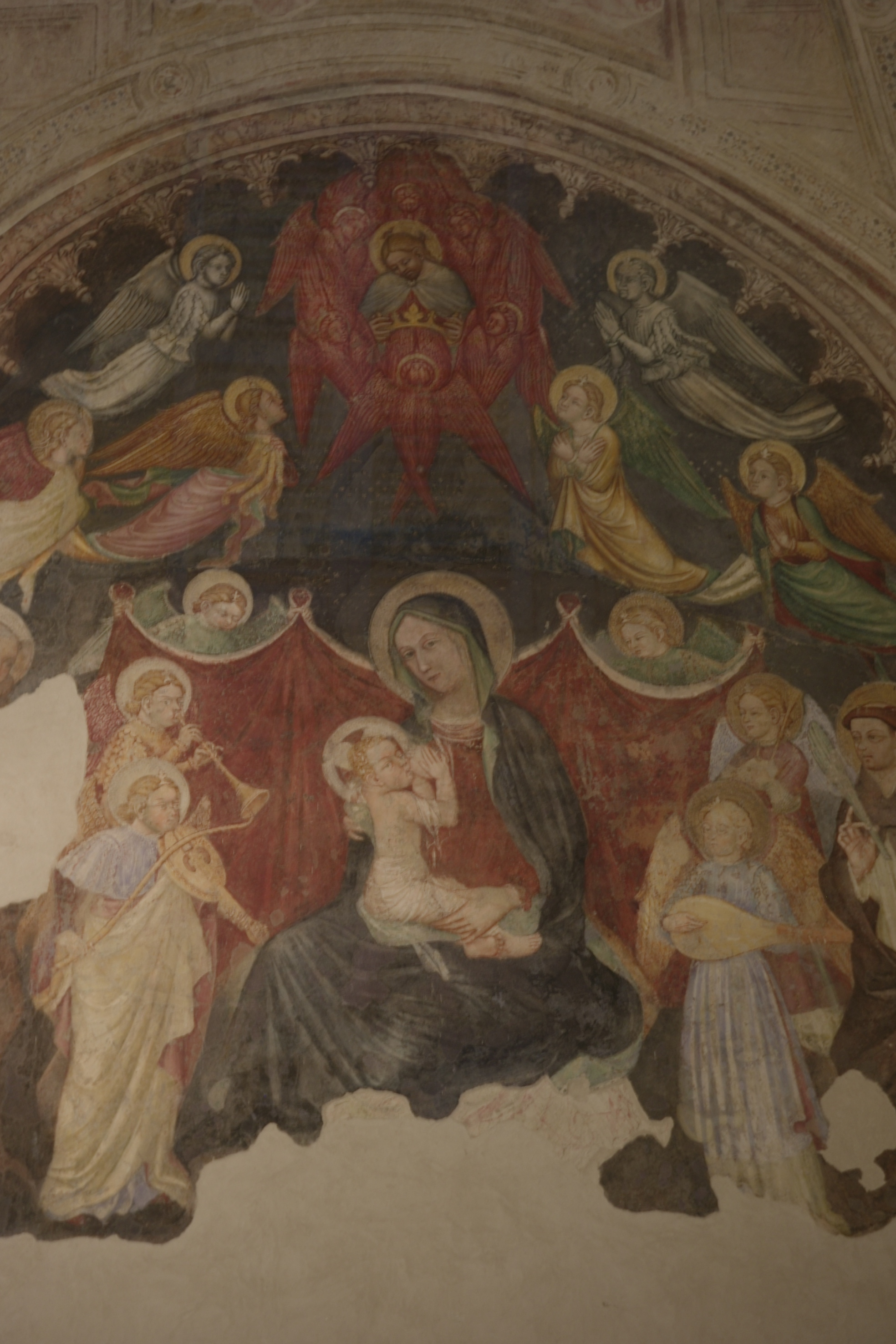
L'affresco del Nelli nella Cappella dell'Umiltà

Si tratta di una piccola cappella a pianta quadrata, addossata all'abside della chiesa con accesso dall'esterno, sull'angolo tra piazza Gherardi e la via San Domenico. Costituisce l'ultima testimonianza della prima chiesa della comunità conventuale. Nella seconda metà del XIV secolo i monaci la donarono ad una congregazione religiosa laica, soppressa verso la prima metà del XVIII secolo e nuovamente reinglobata dal convento. Fece parte della chiesa di San Gaetano, abbattuta negli anni trenta del XX secolo, per ottenere l'odierna piazza Gherardi. L'interno è coperto da una volta a crociera ogivale con costoloni e sulle murature sopravvivono ampie porzioni affrescate da Ottaviano Nelli, raffiguranti la Madonna del Latte con angeli musicanti ed i Santi Domenico e Pietro martire.

## Convento
In origine il lato meridionale della chiesa confinava con il convento dei Padri domenicani; tale edificio aveva una pianta triangolare, in quanto il suo lato meridionale era tagliato in diagonale dall'antica via di Santa Croce. Il convento fu demolito nella seconda metà del XIX secolo, per costruirvi il seminario diocesano. Sono ancora visibili alcuni resti del convento, nella parte posteriore, verso via Santa Chiara e piazza P. Gherardi. In particolare verso via Santa Chiara è visibile il muro di cinta dell'antico orto conventuale, presentando, sull'angolo con un breve tratto di via Santa Croce, una pietra recante la data 1536 (in numeri latini); oltre ad un accesso tamponato, sempre vicino all'angolo suddetto aumenta anche l'altezza del muro, presumibilmente in corrispondenza con un corridoio che poi immetteva in un portico, posti sui tre lati dell'orto (il quarto, quello a valle era chiuso dal solo muro di cinta).